# 鈍牙樸麗魚
鈍牙樸麗魚，為輻鰭魚綱鱸形目隆頭魚亞目慈鯛科的其中一種，分布於非洲維多利亞湖流域，棲息深度可達18公尺，體長可達11.4公分，棲息在泥底質水域，屬肉食性，以昆蟲及軟體動物等為食，生活習性不明。

## 擴展閱讀
維基物種上的相關：鈍牙樸麗魚